# IC 33
IC 33 је лентикуларна галаксија у сазвјежђу Кит која се налази на листи објеката дубоког неба у Индекс каталогу.
Деклинација објекта је - 2° 8' 16" а ректасцензија 0h 35m 5,0s. Привидна величина (магнитуда) објекта IC 33 износи 14,6 а фотографска магнитуда 15,6. IC 33 је још познат и под ознакама MCG 0-2-82, PGC 2101.